# صموئيل ستيوارت
صموئيل ستيوارت (بالإنجليزية: Samuel Stewart)‏ هو مبارز بالسيف أمريكي، ولد في 31 يناير 1912 في نيويورك في الولايات المتحدة، وتوفي في 19 سبتمبر 1950 في كليفتون في الولايات المتحدة.

## وصلات خارجية
- صموئيل ستيوارت على موقع أوليمبيديا (الإنجليزية)